# Psychobilly
Psychobilly es básicamente una fusión de dos géneros de música rock, que mezcla elementos del punk rock y rockabilly de finales de 1970 y primeros años de la década de 1980; además de otros géneros como el Country y el Surf. Este es uno de los varios subgéneros de rockabilly, que a veces también incluyen una amalgama de nombres como: trashabilly, punkabilly, surfabilly, y gothabilly. El psychobilly se caracteriza por unas letras que acostumbran a tratar sobre ciencia ficción, el horror y las películas, especialmente de terror, la violencia, el sexo, especialmente el más espeluznante, y otros temas considerados tabú, aunque normalmente con un tono desenfadado, como en una comedia. A menudo el psychobilly se basa en tres instrumentos esenciales: el contrabajo (ocupa el lugar del bajo eléctrico, más común en el rock moderno), la guitarra eléctrica y la batería. El psychobilly adquirió cierta popularidad en Europa a partir de los años ochenta, pero en Estados Unidos esto no aconteció hasta finales de 1990. Desde entonces, el éxito de varias bandas notables psychobilly ha llegado a su máxima popularidad, y atrajo la atención internacional para el género.

## Historia
La evolución del psychobilly como un género suele describirse en varias oleadas o fases. La primera ola ocurrió en Gran Bretaña a principios de 1980, la segunda ola tuvo lugar a finales de la década, y se expandió por el resto de Europa, y la tercera en el decenio de 1990, cuando el género encontró una popularidad internacional.

### Orígenes

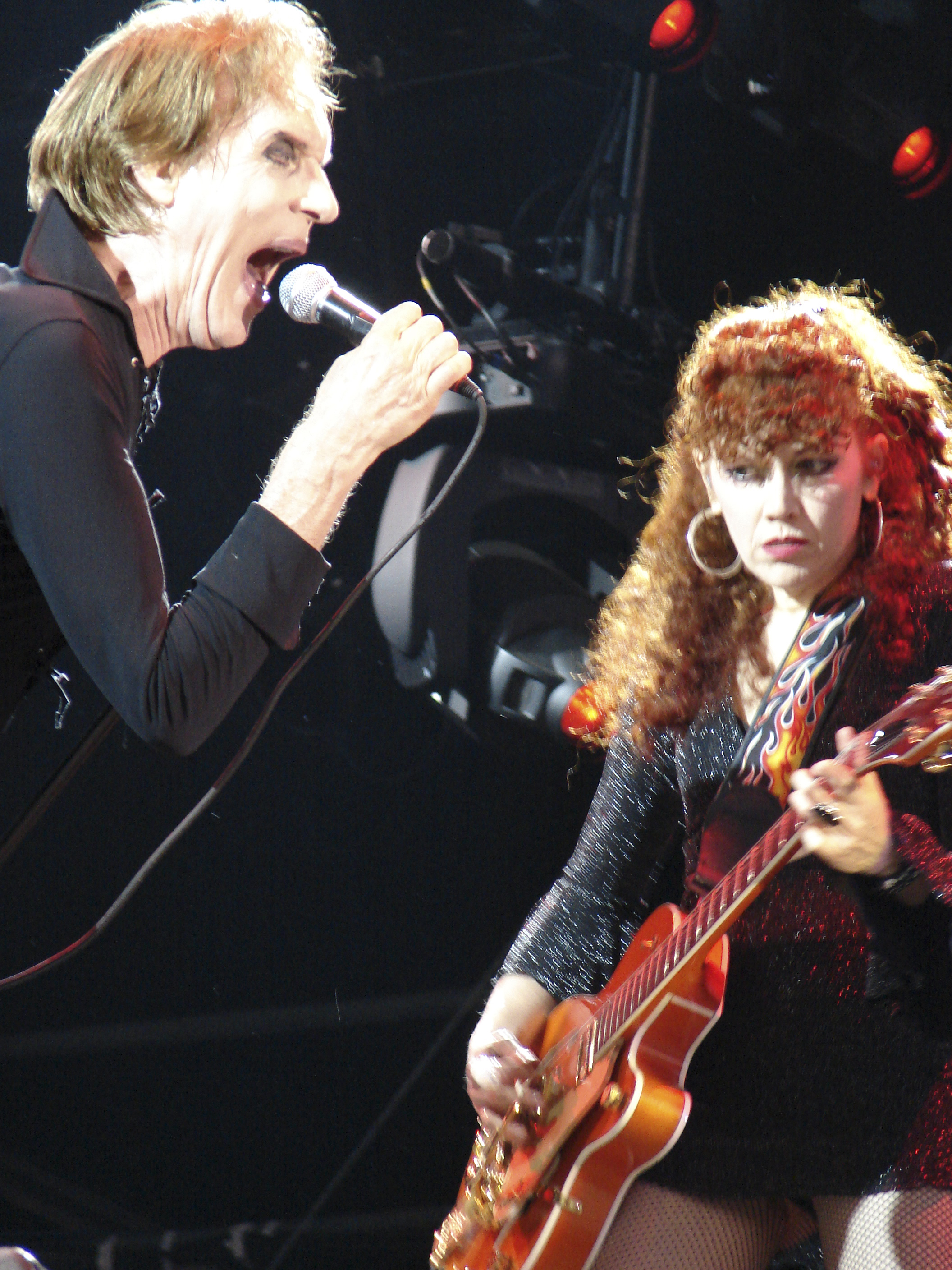
The Cramps considerados progenitores del psychobilly.

A finales de 1970, el punk rock se hizo popular, y varios rockabillies y bandas de rock de garaje influyeron en el desarrollo del psychobilly. El término "psychobilly" fue utilizado en la letra de la canción country "One Piece at a time", escrita por Wayne Kemp, de Johnny Cash, que fue uno de los 10 grandes éxitos de los Estados Unidos en 1976. La letra describe la construcción de un "Cadillac Psychobilly". La banda de rock The Cramps, que se formó en Sacramento, California, en 1972, y se trasladó a Nueva York en 1975, donde se convirtieron en parte del movimiento punk de la próspera  ciudad, se apropió del término de la canción y describió su música como "psychobilly" y "vudú rockabilly" en la publicidad de sus conciertos. The Cramps desde entonces han rechazado la idea de ser parte de la escena psycho, señalando que "No estábamos ni siquiera para describir la música cuando ponemos 'psychobilly' en nuestros flyers; estábamos utilizando términos de feriante para mejorar el negocio. No se entiende como un estilo de música. " Sin embargo, The Cramps, junto con el músico Screamin' Jay Hawkins, son considerados como importantes precursores del psychobilly. La música de The Cramps fue en gran medida influenciada por el sonido y la actitud del rockabilly de los años 50, y se registraron numerosas portadas de las canciones del catálogo de la Sun Records. Su álbum de 1979 con la canción Songs the Lord Taught Us es considerado influyente en la formación del género psychobilly.

### Primera ola, Gran Bretaña

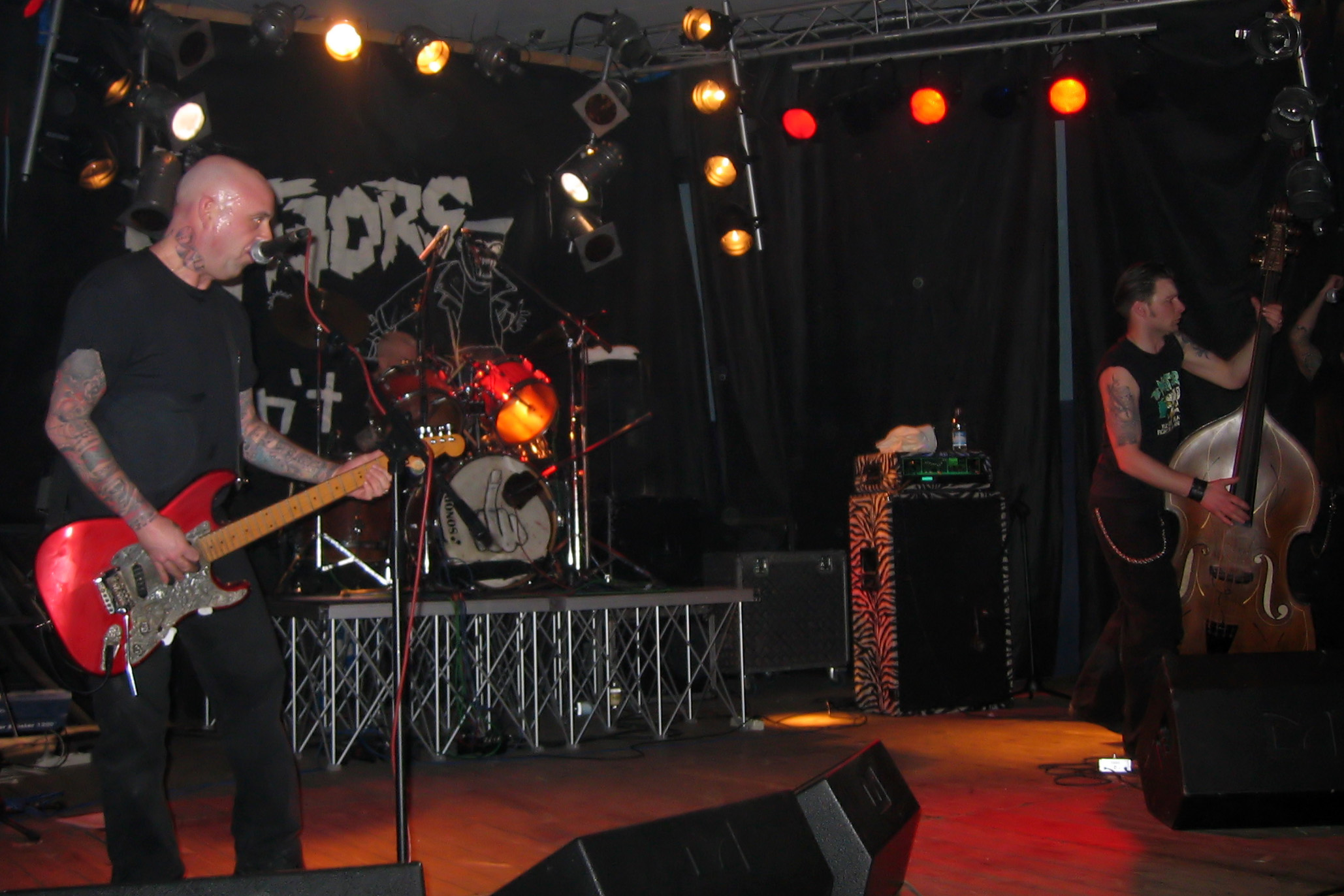
The Meteors considerada la primera banda de psychobilly.

The Meteors y su famoso eslogan (ONLY THE METEORS ARE PURE PSYCHOBILLY), formada en el sur de Londres en 1980, se consideran la primera banda de psychobilly verificable. Sus álbumes In Heaven (1981) y de Wreckin Crew '(1983) son reconocidos como puntos de referencia de los primeros años del género. Los elementos de The Meteors mezclan influencias de punk rock, rockabilly, y temas de películas de terror en su música. El psychobilly se articula desde una posición honestamente apolítica, sin ambigüedades de ningún tipo, como una reacción a supuestas actitudes políticas que acabaron dividiendo subculturas juveniles británicas como los punks y los skins*****, llegando a situaciones estrambóticas no exentas de tremendas peleas. Los fanes de The Meteors, conocidos como "the Crazies", a menudo se atribuyen la invención del estilo de baile slam conocido como "Wreckin", que se convirtió en sinónimo del movimiento psychobilly. Cabe mencionar también la corta vida de The Sharks, formados en Bristol en 1980, siguiendo de cerca a The Meteors, con su influyente álbum Phantom Rockers. Otra banda británica significativa fue Guana Batz, formada en Feltham, Middlesex en 1983. Su primer vinilo, de 1985, Held Down, ha sido descrito como "el lanzamiento más importante desde The Meteors".
La sala Klub Foot, inaugurada en el Hotel Clarendon, de Hammersmith, en 1982, fue el centro del movimiento psychobilly británico, apoyando muchas bandas emergentes de estilo psycho. Johnny Bowler, de los Guana Batz, describió el club como "el punto focal para el conjunto de la escena". Sellos discográficos como Nervous estaban allí, firmando contratos con muchas bandas. Un álbum de recopilación en vivo titulado Stomping at the Klub Foot fue lanzado en 1984, documentando la escena del club y las bandas que tocaron allí. Las bandas de psychobilly, al mismo tiempo, florecían ya en otras partes de Europa, como los Batmobile, de los Países Bajos, que lanzaron su álbum de debut en 1985, y pronto comenzaron a ser cabeza de cartel en los festivales de psychobilly y en el Klub Foot.

### Segunda Ola, Europa
La segunda y más importante ola de psychobilly, observamos que comenzó con la revisión del género que la banda británica Demented Are GO realizó en su álbum debut Sickness & In Health de 1986. El género se extendió rápidamente por toda Europa, inspirando a una serie de nuevos grupos como los alemanes Mad Sin y los daneses Nekromantix, formados en la segunda mitad de la década de 1980.

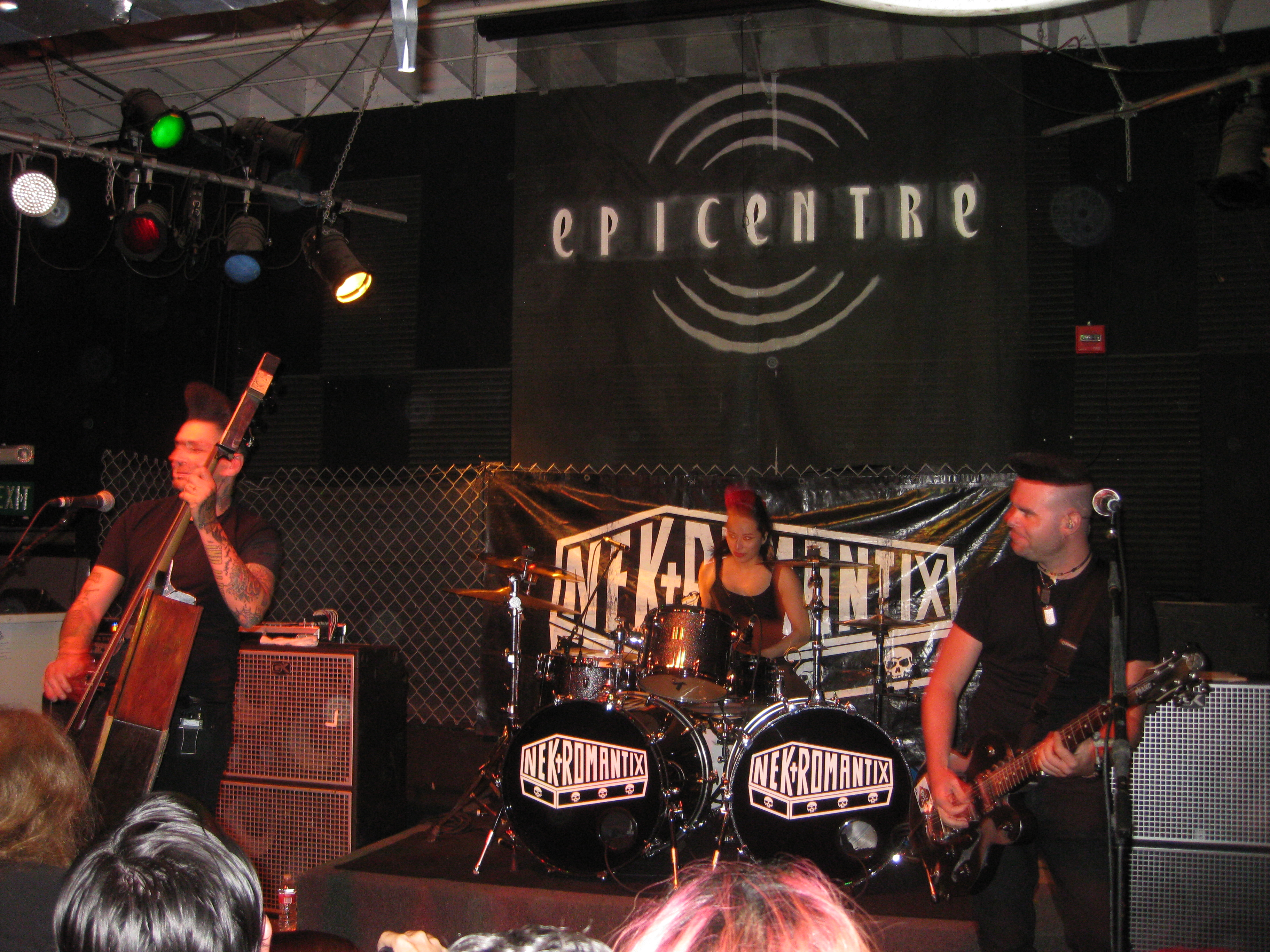
Nekromantix

La segunda ola de bandas amplió la base de seguidores, con la introducción de diversidad de nuevas influencias musicales en el psychobilly. Sellos discográficos como Nervous Records y Crazy Love también ayudaron, aunque el género todavía seguía siendo un gran desconocido en los Estados Unidos, con una escena de lo más modesta. Si bien otras tendencias juveniles británicas cruzaron a los Estados Unidos durante la década de 1980 (skinheads, scooters o ska, entre otros), el psychobilly no lo hizo. 
La primera banda estadounidense en conocerse mundialmente fue un grupo de Buffalo llamado The Quakes , que llamaron fuertemente la atención por un sonido poco distorsionado pero muy rápido, amen de los gritos de algunos al ver que la portada de su primer álbum era una copia de la portada del primer trabajo de los Stray Cats. Otra banda fue  el grupo Reverend Horton Heat, formado en Dallas, Texas, en 1985, que emulando el estilo en su sencillo de 1990, "Psychobilly Freakout", ayudó a introducir el género entre el público estadounidense. Esta banda, a diferencia de muchas bandas europeas, puso un gran interés en la producción.

### Tercera ola, internacional
La tercera oleada de psychobilly fue la más innovadora y comenzó a principio de la década de 1990, con muchos grupos que incorporan influencias de hardcore punk, indie rock, heavy metal, new wave, rock gótico, el surf rock, country, y el ska a una escena cuyos sonidos marcaban las bandas Inglesas, las cuales seguían anquilosadas en su sonido que destacaba por la baja técnica de los músicos. 
El psychobilly se hizo bastante popular por estos años en Japón (fuera de la contaminación y tapujos de la movida europea) y los Estados Unidos, en este último; particularmente en el sur de California, donde el punk rock ya estaba bien consolidada y las bandas aportaban un sonido del punk-country que sonaba a fresco. En California, ayudaron especialmente la numerosa comunidad latina (de donde ya habían surgido importantes iconos del rock), al igual que la popularidad de rock "terroríficos" (como Misfits, Social Distortion) y su celebración del hot rod y de la cultura motera.
Tiger Army, formado en San Francisco en 1995, se convirtió en la banda dominante del psychobilly estadounidense a partir de su disco debut, en 1999. Su gira para promocionar el álbum ayudó a establecer focos de aficionados en otros Estados de los Estados Unidos. La sede de Hellcat Records, en Los Ángeles, dirigida por Tim Armstrong de Rancid, se convirtió también en el hogar de muchas bandas.
El género Psychobilly siguió su progreso en Europa, donde nuevas bandas continuaron apareciendo en los años noventa; como Asmodeus, de Ámsterdam, los franceses Banane Metalik y Kryptonix, los daneses Godless Wicked Creeps, Los ucranianos Mad Heads y los rusos Meantraitors.